# Kirsten Marise Davidson
Kirsten Marise Davidson jest modelką z Australii i laureatką konkursu Miss International w 1992 roku, zorganizowanym Nagasaki w Japonii.